# 齐根海恩
齐根海恩是德国莱茵兰-普法尔茨州的一个市镇。总面积0.71平方公里，总人口132人，其中男性61人，女性71人（2011年12月31日），人口密度186人/平方公里。